# Cort Imperial de Kyoto

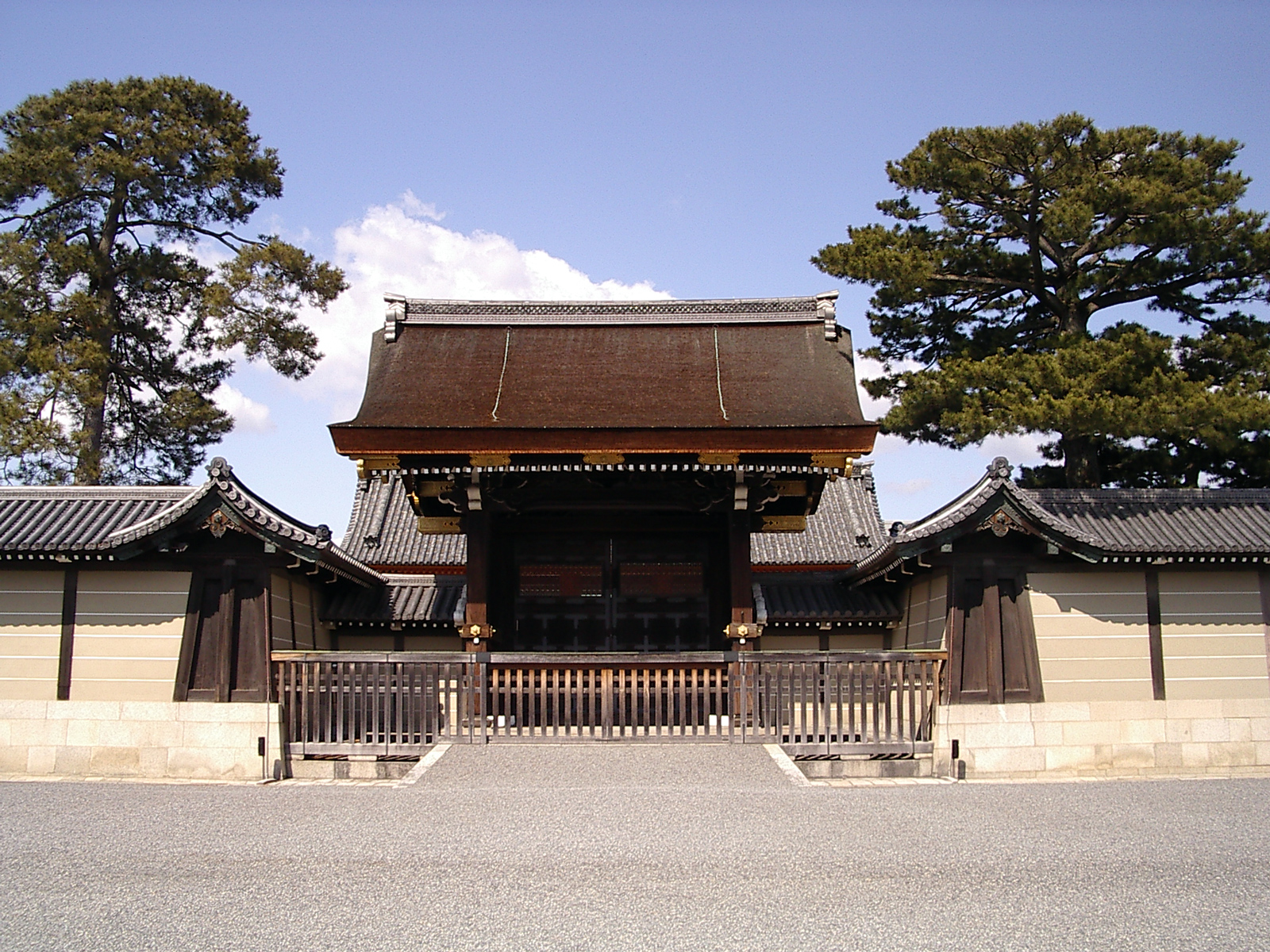
Vista frontal del Palau Imperial de Kyoto.

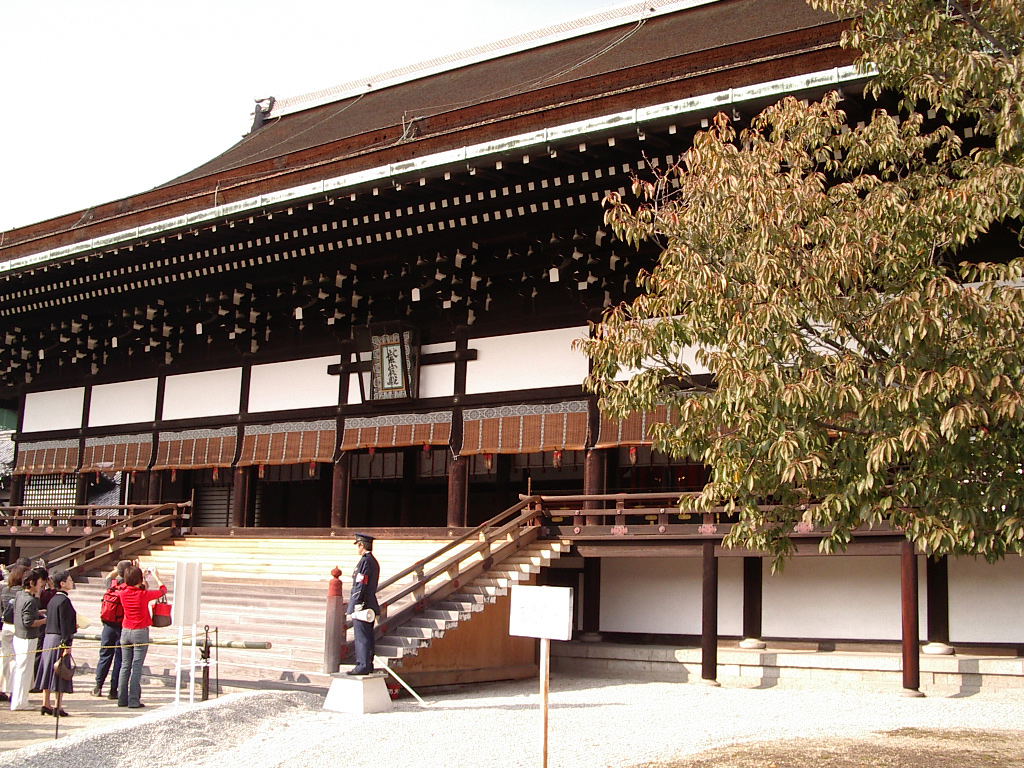
Vista propera del Palau.

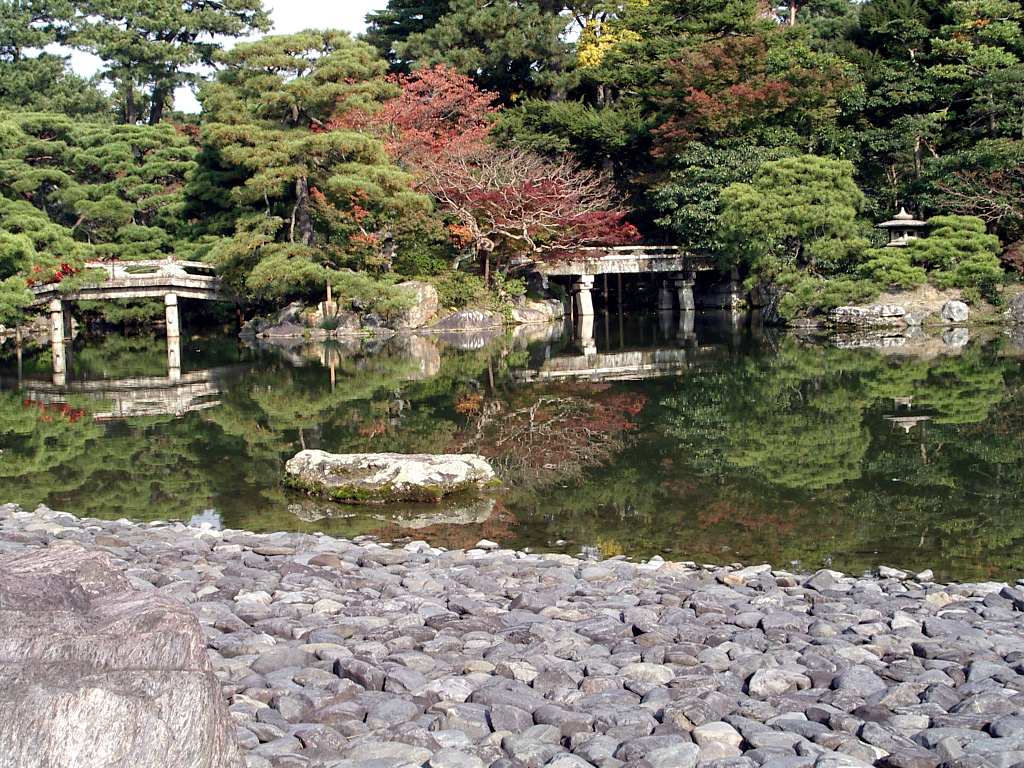
Vista des dels Jardins del Palau.

La Cort Imperial de Kyoto va ser el govern nominal del Japó des del 794 fins al 1868, al començament de l'era Meiji (1868-1912), on la Cort va ser traslladada a Tòquio i va ser integrat al govern de la Restauració Meiji.
Quan Minamoto no Yoritomo va crear el Shogunat Kamakura el 1185, el poder va passar a estar en mans dels shōgun, que tenien frecs amb els Emperadors del Japó. Aquesta situació es perllongaria fins a mitjans del segle xix, quant els shōguns i el sistema feudal japonès va desaparèixer amb la Restauració Meiji. Abans d'això, el poder polític pertanyia a la classe aristocràtica, culta i amb gran influència xinesa, que prenia partit per un o altre membre de la família imperial, i en algunes èpoques eren els qui veritablement governaven el Japó.